# Miguel Ángel García Tébar
Miguel Ángel García Tébar (Albacete, 26 settembre 1979) è un ex calciatore spagnolo, di ruolo centrocampista.

## Biografia
È sposato e ha una figlia nata nel 2007.

## Carriera
Al 60' della gara contro il Betis Siviglia (persa 3-0 in casa) del 24 ottobre 2010, è crollato in campo a causa di un arresto cardiorespiratorio venendo salvato dall'intervento dei soccorritori muniti di defibrillatore. Il giorno seguente i medici gli hanno comunicato che non avrebbe più potuto svolgere attività agonistica. Nel 2004, quando militava nel Saragozza B, aveva sofferto di una trombosi nel braccio destro, con problemi di circolazione. In seguito si era sottoposto a varie prove cardiologiche, superandole tutte.